# Hercules Graphics Card

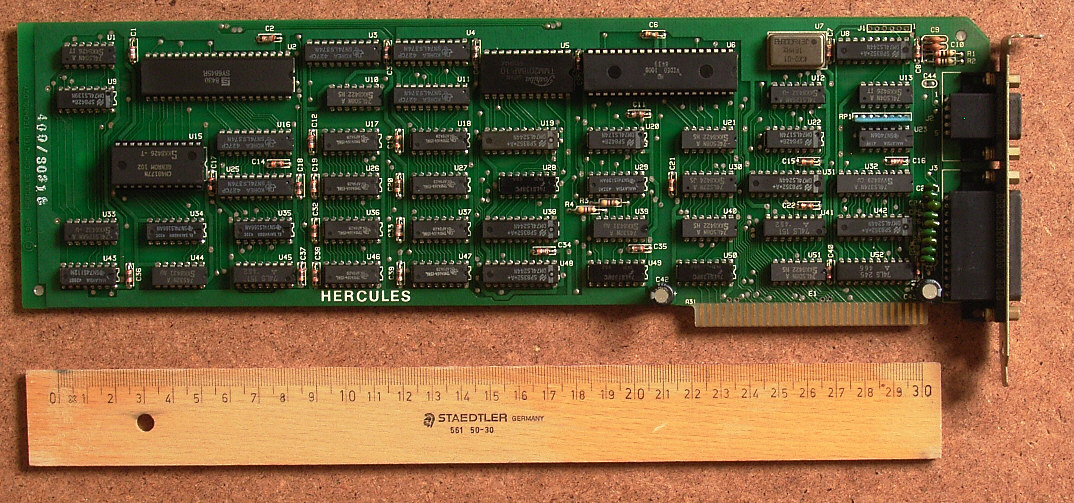
Originální karta Hercules z roku 1984

Hercules (HGC) byla černobílá grafická karta, která se stala de facto standardem v počítačích IBM PC kompatibilních. Podporovala jeden textový režim ve vysokém rozlišení (kompatibilní s MDA) a jeden grafický režim. V roce 1984 stála oficiálně 499 dolarů, i když se prodávala i levněji. I přes to, že neexistoval standard pro ovládání této grafické karty (ani od IBM ani jako volání BIOSu), mnoho programů a her obsahovalo vlastní ovladače a pokládaly ji za standard (např. Lotus 1-2-3, AutoCAD, Prince of Persia).
Černobílý Hercules umožňoval připojit do počítače i druhou barevnou grafickou kartu. Mnoho programů pak (zejména CAD) využívalo černobílý výstup jako druhou obrazovku, kde zobrazovaly pomocné informace.

## Vznik
U prvních PC se používal buď Monochrome Display Adapter (MDA), nebo monitor Color Graphics Adapter (CGA). MDA uměl pouze textový režim s pěkným písmem 9x14, ale žádnou grafiku. CGA umělo zase grafiku (4 barvy), ale její textový režim s fontem 8x8 nebyl příliš vhodný pro lidské oko. Firma Hercules se tedy rozhodla vyrobit grafickou kartu, která bude kompatibilní s MDA a dokonce bude možné k HGC připojit MDA monitor. Její výhodou proti CGA/MDA je podpora grafického režimu, který také plně funguje na původním MDA monitoru. Pokračovatelem HGC byla karta Hercules Plus (HGC+), která uměla oproti svému předchůdci softwarově měnit font. Pokud chcete změnit font v kartě HGC, musíte ji vyměnit čip EPROM (2764). IBM nikdy nepodporovala HGC, takže například grafický režim HGC není podporován BIOSem (INT 0x10). Jeho nastavení si musí každý program provést sám přes porty. Pokud program při svém ukončení nenastaví zpět textový mód, začne se vše vypisovat do grafiky.

## Funkce
HGC je podobně jako CGA postaven na základě čipu Motorola 6845 (nebo na VLSI obvodu, základem jehož architektury je 6845). 6845 řídí frekvence pro displej a šířku a výšku zobrazení. V naprosté většině případů se jedná o osmibitovou ISA kartu, která má na sobě třetí paralelní port. Na této kartě také bývá patice na čip EPROM se znakovou sadou. EPROM se znakovou sadou může být zakázána nastavením jumperu, stejně jako paralelní port. U některých karet je dokonce možné přenastavit base IO paralelního portu. HGC obsazuje IO porty 0x3b0-0x3bf, pro paralelní port pak base IO 0x3bc. Připojení k monitoru je přes 9pin connector samička CANNON. Všechny signály jsou TTL.

## Zapojení konektoru
Konektor je zapojen následovně:
| Pin | Name  | Popis                      |
| --- | ----- | -------------------------- |
| 1   | GND   | Uzemnění                   |
| 2   | GND   | Uzemnění                   |
| 3   | n/c   | Nevyužito                  |
| 4   | n/c   | Nevyužito                  |
| 5   | n/c   | Nevyužito                  |
| 6   | I     | Intenzita                  |
| 7   | M     | Mono Video                 |
| 8   | HSYNC | Horizontální synchronizace |
| 9   | VSYNC | Vertikální synchronizace   |